# 十文字中華そば

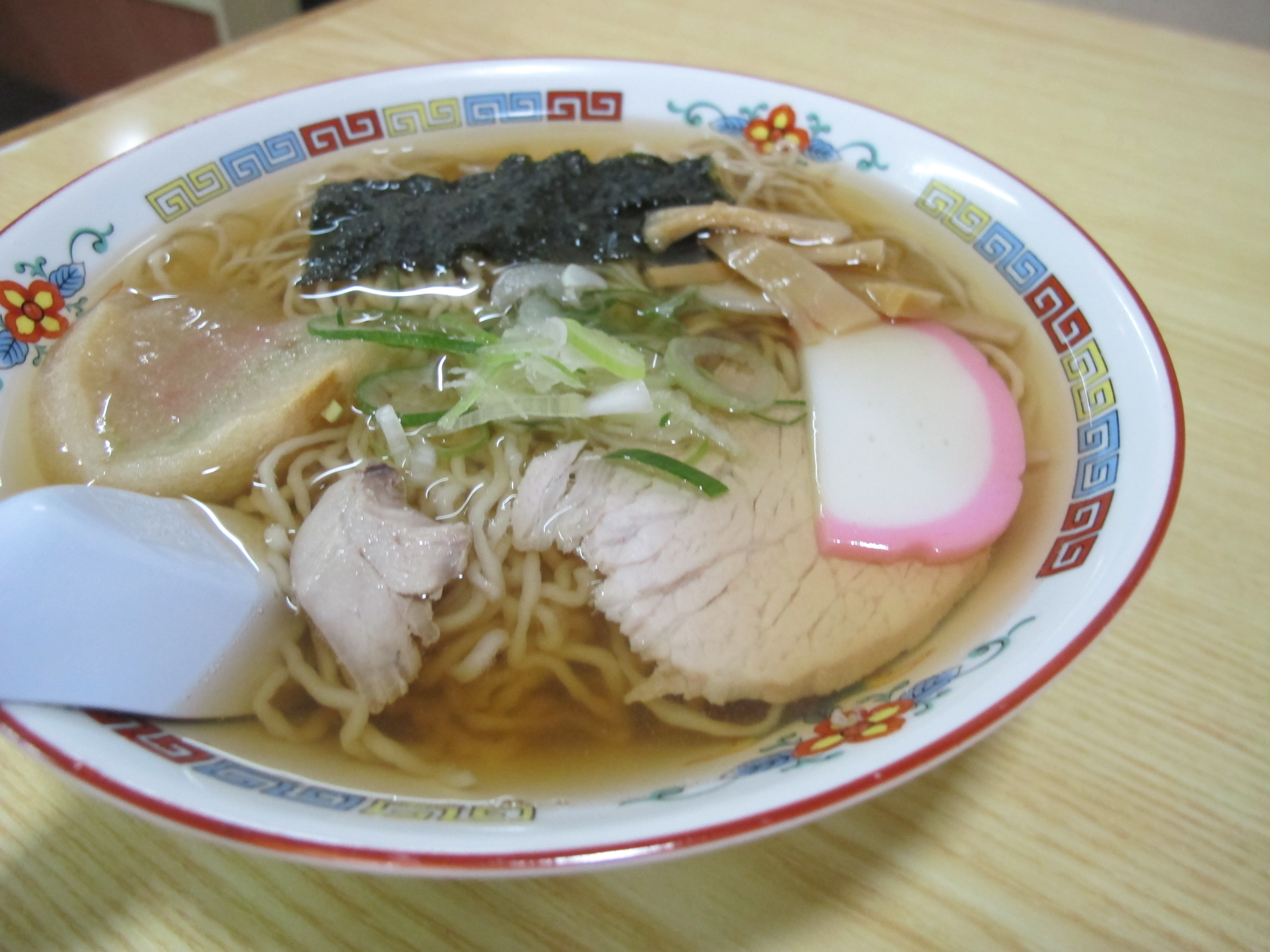
マルタマ食堂の中華そば

十文字中華そば（じゅうもんじちゅうかそば）とは、秋田県横手市十文字町を中心とする地域で食されるラーメン（ご当地ラーメン）。
十文字ラーメン（じゅうもんじラーメン）とも呼ばれる。

## 概要
日本全国的には横手やきそばほどには知られていないが、十文字町で、古くから親しまれている名物ラーメンである。
昔ながらのあっさりした味が特徴となっている。カツオ、昆布、煮干しを用いて出汁を取り、短時間しか煮込まないが、素材を惜しまずに使用するのが特徴となっている。そうやって取った出汁と白醤油を用いたあっさりしたスープに、かん水を抑えた縮れ緬を用いる。

## 歴史
「元祖十文字中華そば マルタマ」が十文字中華そばの元祖とされる。
第二次世界大戦中に川越倉治（かわごえ くらじ）、川越タマ夫妻が中国人から麺作りの技を習い、独自の和風スープと組み合わせたことがはじまりとされる。